# Youssef Anbar
Youssef Hussein Anbar Anbar (arabisch يوسف عنبر, DMG Yūsuf ʿAnbar; * 1. Juli 1961 in Dschidda) ist ein saudi-arabischer Fußballtrainer.

## Karriere
Seine erste bekannte Station war als Co-Trainer in der Jugend von Al-Ahli, wo er von der Saison 1996/97 bis zum Ende der Runde 1999/2000 aktiv war. Danach wurde er Trainer des U23-Teams des Klubs. Von hier aus agierte er als Interimstrainer der ersten Mannschaft am 24. April 2002 im Finale des Saudi Crown Prince Cup, wo er mit der Mannschaft 2:1 gegen al-Ittihad gewann. Dies war aber auch erst einmal seine einzige Partie als Trainer der ersten Mannschaft. Nach dem gewonnenen Finale agierte er noch bis zum Ende der Spielzeit 2005/06 als Trainer der U23.
Zur Folgesaison stieg er dann zum Co-Trainer der ersten Mannschaft auf, wo er bis zum Ende der Spielzeit 2008/09 auch verblieb. Für die darauf folgenden Jahre ist nicht bekannt, wo er aktiv war. Zur Saison 2014/15 wurde er schließlich Trainer bei al-Hazem, wo er für eine Spielzeit verblieb. Danach kehrte er wieder in den Mitarbeiter-Stab von al-Ahli zurück und agierte bei einem Ligaspiel in der Saison 2018/19 auch wieder als Trainer der ersten Mannschaft. Danach kehrte er wieder auf den Posten des Co-Trainers des Team zurück, wo er bis Mitte Mai 2019 auch verblieb. Danach führte er als Cheftrainer schließlich noch die Mannschaft bis zum Ende der Runde an.
Neben seiner Tätigkeit als Trainer auf Klubebene war er von März bis August 2019 Trainer der saudi-arabischen Nationalmannschaft, er folgte hierbei auf Juan Antonio Pizzi. In dieser Zeit coachte er die Mannschaft unter anderem bei einer Freundschaftsspielniederlage gegen die Vereinigten Arabischen Emirate, bei einem Freundschaftsspielsieg über Äquatorialguinea sowie bei der Westasienmeisterschaft 2019, bei der Saudi-Arabien mit einem Kader voller Debütanten antrat. Sein Nachfolger im Amt des Nationaltrainers war dann Hervé Renard. Zur Spielzeit 2019/20 wurde er Chefcoach beim Ohod Club und verblieb hier bis Mitte August 2020. Seitdem ist er ohne bekannten Trainerjob.